# آمفوویل-سنت-امو
آمفوویل-سنت-امو (به فرانسوی: Amfreville-Saint-Amand) یک کمون در فرانسه است که در شهرستان اور واقع شده‌است. آمفوویل-سنت-امو ۹٫۶۲ کیلومتر مربع مساحت دارد.